# Camille Lacoste-Dujardin
Pour les articles homonymes, voir Dujardin et Lacoste.
Camille Lacoste-Dujardin, née le 1er mars 1929 à Rouen et morte le 28 janvier 2016 à Bourg-la-Reine,,, est une ethnologue française.

## Biographie
Camille Lacoste-Dujardin étudie d'abord la géographie. Elle réalise un mémoire de maîtrise dans cette discipline en 1950 intitulé « Casablanca, centre d’affaires ».
Spécialiste de la culture kabyle, sa carrière la conduit à être directrice de recherche émérite au CNRS, dont elle dirigeait l'unité de recherche « Littérature orale, dialectologie, ethnologie du domaine arabo-berbère ».
Son domaine d'étude concerne les différents aspects de la culture kabyle. Parlant couramment le berbère, elle collecte, traduit et analyse plus de sept cents pages de contes populaires. Elle s'intéresse à la condition des femmes (mères et filles) kabyles, en Kabylie et dans la migration en France. Au total, elle publie plus de cent cinquante articles scientifiques, ainsi qu'une quinzaine d'ouvrages. En 2005, elle publie un Dictionnaire de la culture berbère en Kabylie qui offre, avec près d'un millier d'articles, une vaste synthèse de ses travaux. 
Elle est enterrée au cimetière de Bourg-la-Reine.

## Vie privée
Elle est l'épouse d'Yves Lacoste.

## Ouvrages
- Yasmina et les autres de Nanterre et d'ailleurs. Filles de parents maghrébins en France. Paris, La Découverte, 1992.  (ISBN 2707121215)
- Des mères contre les femmes. Maternité et patriarcat au Maghreb. Paris, La Découverte Poches, rééd. 1996.  (ISBN 2707126071)
- Naïma Louali-Raynal, Nadine Decourt, et Camille Lacoste-Dujardin. Contes maghrébins en situation interculturelle. Paris, Karthala, 1996.  (ISBN 2865376265)
- Opération Oiseau bleu - Des Kabyles, des ethnologues et la guerre Paris, La Découverte, 1997.  (ISBN 2-7071-2666-7)
- Dialogue de femmes en ethnologie. Paris, La Découverte, 2002.  (ISBN 2707136859)
- Voyage d'Idir et Djya en Kabylie. : Initiation à la culture Kabyle. Paris, L'Harmattan, 2003.  (ISBN 2747540324)
- Le conte kabyle. Etude ethnologique. Paris, La Découverte, 2003.  (ISBN 2707141747)
- « Fichu hidjab, uniforme islamiste », Libération,‎ 16 janvier 2004 (lire en ligne, consulté le 29 mars 2016)
- Dictionnaire de la culture berbère en Kabylie. Paris, La Découverte, 2005.  (ISBN 2707145882)
- La vaillance des femmes. Relations entre femmes et hommes berbères de Kabylie, La Découverte, 2008
- Contes de femmes et d'ogresses en Kabylie  (trad. du kabyle), Paris, Karthala, 2010, 204 p. (ISBN 978-2-8111-0344-6, BNF 42187877, présentation en ligne)[7]